# 5881 Akashi
5881 Akashi eller 1992 RS12 är en asteroid i huvudbältet som upptäcktes den 27 september 1992 av de båda japanska astronomerna Toshiro Nomura och Matsuo Sugano vid Minami-Oda-observatoriet. Den är uppkallad efter den japanska staden Akashi.
Asteroiden har en diameter på ungefär 8 kilometer och den tillhör asteroidgruppen Koronis.